# Сборная Шри-Ланки по регби
Сборная Шри-Ланки по регби представляет Шри-Ланку в международных матчах по регби высшего уровня. Один из первых азиатских регбийных клубов был создан именно в Шри-Ланке: в 1879 году появилась команда «Коломбо». Первый матч цейлонской команды состоялся в 1907 году: сборная уступила новозеландцам (6:33). В 1908 году был создан Цейлонский регбийный союз, переименованный в Шри-Ланкский в 1974 году. По состоянию на 9 сентября 2019 года Шри-Ланка занимает 46-е место в рейтинге IRB. Команда ни разу не выступала на чемпионате мира. В 2011 году Шри-Ланка играла в высшей лиге Азиатского кубка пяти наций, престижнейшего азиатского турнира.
В 1995 году команда играла в отборочном турнире к чемпионату мира, где ей пришлось встретиться с Японией, Тайванем и Малайзией. Все три матча команда проиграла с общим счётом 30:155. В следующем отборочном цикле регбисты играли сначала с Сингапуром и Таиландом, а затем с Тайванем и Малайзией. В итоге команда заняла второе место в группе (после Тайваня) и выбыла из турнира. Новая квалификация стала столь же безуспешной: команда играла с Китаем и Казахстаном, и если над первым команда одержала победу, то казахам регбисты Шри-Ланки уступили. Отбор к кубку мира 2007 года начался для сборной по привычному сценарию: спортсмены превзошли Сингапур и Таиланд. Затем представители Цейлона обыграли Казахстан в стыковых матчах, получив возможность сыграть во втором раунде. Там команда достаточно уверенно обыграла Китай (30:0), но со столь же существенной разницей в счёте уступила Гонконгу (14:45). Наконец, в рамках отбора к новозеландскому мировому первенству Шри-Ланка проиграла Тайваню, но нанесла крупное поражение Таиланду, заняв тем самым третье место во втором раунде турнира.

## Результаты
По состоянию на 22 мая 2013 года.
| Соперник                       | Матчи | Победы | Поражения | Ничьи | Доля побед |
| ------------------------------ | ----- | ------ | --------- | ----- | ---------- |
| Арабский залив                 | 2     | 0      | 2         | 0     | 0 %        |
| «Британские и ирландские львы» | 1     | 0      | 1         | 0     | 0 %        |
| Гонконг                        | 6     | 0      | 6         | 0     | 0 %        |
| Индия                          | 2     | 2      | 0         | 0     | 100 %      |
| Казахстан                      | 6     | 1      | 5         | 0     | 17 %       |
| Китай                          | 5     | 4      | 1         | 0     | 80 %       |
| Лаос                           | 1     | 1      | 0         | 0     | 100 %      |
| Малайзия                       | 9     | 7      | 2         | 0     | 78 %       |
| ОАЭ                            | 1     | 0      | 0         | 1     | 0 %        |
| Пакистан                       | 1     | 1      | 0         | 0     | 100 %      |
| Сингапур                       | 10    | 6      | 3         | 1     | 60 %       |
| Таиланд                        | 9     | 6      | 3         | 0     | 67 %       |
| Тайвань                        | 10    | 4      | 6         | 0     | 40 %       |
| Филиппины                      | 1     | 0      | 1         | 0     | 0 %        |
| Республика Корея               | 6     | 0      | 6         | 0     | 0 %        |
| Япония                         | 3     | 0      | 3         | 0     | 0 %        |
| Всего                          | 73    | 32     | 39        | 2     | 44 %       |